# Santa Margalida
Santa Margalida és una vila i municipi de Mallorca. Limita amb els termes de Maria de la Salut, Muro, Artà, Petra i Ariany.
El nucli de població principal conté diverses àrees amb denominació pròpia: l'Abeurador, la Creueta, el Pou de la Garriga i el Molinot. A Son Serra de Marina es distingeix entre Vella i Nova; i a Can Picafort es troba Son Bauló.

## Població
| Entitat de població | Habitants (2024) |
| Can Picafort        | 8.707            |
| Santa Margalida     | 4.395            |
| Son Serra de Marina | 653              |
| Font: INE           |                  |

La població de dret de Santa Margalida ha mostrat una tendència creixent al llarg del temps. L'any 1900, el municipi comptava amb 4.114 habitants, nombre que es va mantenir relativament estable fins a mitjan segle xx. El cens de 1950 va registrar 4.504 habitants.
A partir de la segona meitat del segle xx, hi hagué un augment significatiu de la població. L'any 2000, Santa Margalida tenia 9.173 habitants, mentre que l'any 2021 aquesta xifra va ascendir fins als 12.830 habitants. Aquest increment demogràfic reflecteix el desenvolupament de la zona, especialment en relació amb l’expansió del turisme en nuclis com Can Picafort.
Els llinatges mallorquins més comuns de Santa Margalida són Perelló, Estalric (Estelrich), Rosselló, Ferrer, Morei (Morey), Font i Moragues; els més habituals, sense tenir en compte l'origen, són Garcia, Perelló, Estelrich, Fernández i Sánchez.

## Geografia i entorn natural
El municipi de Santa Margalida ocupa una franja del nord-est de l'illa de Mallorca, amb una extensió aproximada de 86,51 km². El seu territori combina una plana interior predominantment agrícola amb una façana marítima que s'estén al llarg d’uns 8 km de costa a la Badia d'Alcúdia, una de les zones litorals més àmplies i turísticament actives del nord de l'illa. Aquesta façana marítima inclou espais naturals rellevants i àrees de gran valor paisatgístic i ecològic, com les platges de Son Bauló i Son Real, les quals destaquen per la seva longitud i sorra fina.
La platja de Son Bauló, al sud-est del nucli de Can Picafort, presenta un perfil obert a vents de llevant i envoltada de sistemes dunars i pinedes que s'estenen cap a la finca pública de Son Real, un gran espai natural gestionat pel Govern de les Illes Balears. Aquest espai, de prop de 395 hectàrees, forma part de la Xarxa Natura 2000 i és considerat d'interès comunitari (LIC) i zona d'especial protecció per a les aus (ZEPA). El paratge combina ecosistemes de litoral (sistema dunar, tamariusques, zona d'albuferes temporals) amb garriga, camps de pastura i pinars, i conté restes arqueològiques d'origen prehistòric com la necròpolis de Son Real i altres túmuls funeraris.
A més, una part del terme municipal està vinculada funcionalment amb el Parc Natural de l'Albufera de Mallorca, el principal aiguamoll de l'illa, compartit amb els municipis de Muro i sa Pobla. Aquesta zona humida, d'alt valor ecològic, influeix en la biodiversitat i el règim hídric dels camps propers a Can Picafort, especialment en temps de pluges. També destaca la presència d'albuferetes temporals i zones d'arrossar en la conca agrícola del municipi, antigament gestionades per comunitats de regants que encara conserven restes d'antics sistemes hidràulics i séquies.
L'interior del municipi és relativament pla, però cap a l'est es poden observar formacions orogràfiques pròpies de les serres de Llevant. Aquest sector, tot i no formar part del nucli principal del Parc Natural de la Península de Llevant, presenta una continuïtat ecològica amb aquest i està afectat per les mateixes dinàmiques de conservació.
El torrent de na Borges és el curs fluvial més important del nord-est de Mallorca. Neix a la zona del Pla de Mallorca i travessa diversos municipis abans de desembocar a la platja de Son Serra de Marina. La seva desembocadura marca la frontera natural entre els municipis de Santa Margalida i Artà. Tot i ser un curs intermitent, el torrent manté un cabal d'aigua durant gran part de l'any, especialment després de les pluges. A la seva desembocadura, forma una zona humida d'alt valor ecològic, qualificada ANEI, amb presència de canyissars i vegetació halòfita. El torrent de na Borges també és un punt de partida per a rutes de senderisme i ciclisme, connectant amb el GR 222.
El torrent de Son Bauló és un petit curs d'aigua que desemboca a la platja de Son Bauló, situada a l'est del nucli de Can Picafort. Tot i la seva modesta mida, aquest torrent crea una zona humida a la seva desembocadura, amb presència de vegetació aquàtica i fauna associada. La platja de Son Bauló està envoltada de penya-segats baixos i dunes estabilitzades per vegetació. A més, a prop del torrent es troba el dolmen de Son Bauló de Dalt, una construcció megalítica datada al voltant del 1700 aC, considerada una de les més antigues de l'illa.
El clima del municipi és típicament mediterrani, amb estius llargs, càlids i secs, i hiverns suaus amb precipitacions irregulars. La temperatura mitjana anual oscil·la entre els 16 i els 18 °C, i les pluges anuals se situen entre els 400 i els 600 mm, concentrades principalment a la tardor i primavera. Aquest clima afavoreix un paisatge vegetal típicament mediterrani, amb predomini de la garriga i el pinar. Entre les espècies dominants hi ha el pi blanc (Pinus halepensis), el garballó (Chamaerops humilis) —una de les dues palmeres autòctones europees—, el romaní (Rosmarinus officinalis), el llentiscle (Pistacia lentiscus) i l'ullastre (Olea europaea var. sylvestris). A la franja litoral, sobretot a Son Serra i Son Real, predomina la vegetació halòfita i psammòfila, com els tamarius (Tamarix spp.), gramínies dunars, menta d'aigua i altres espècies adaptades a la salinitat i mobilitat del sòl.
La fauna és també notable. Les zones humides i les platges poc alterades són hàbitat de diverses espècies d'aus aquàtiques i marines. Es poden observar fàcilment gavines vulgars (Chroicocephalus ridibundus), corbs marins grossos (Phalacrocorax carbo), gavians argentats (Larus michahellis) i becplaners (Platalea leucorodia). En determinades èpoques de l'any, durant la migració, s'hi poden veure espècies com l'agró roig, l'àguila peixetera o el flamenc rosa, especialment prop dels estanys salins i les zones més tranquil·les de Son Real.

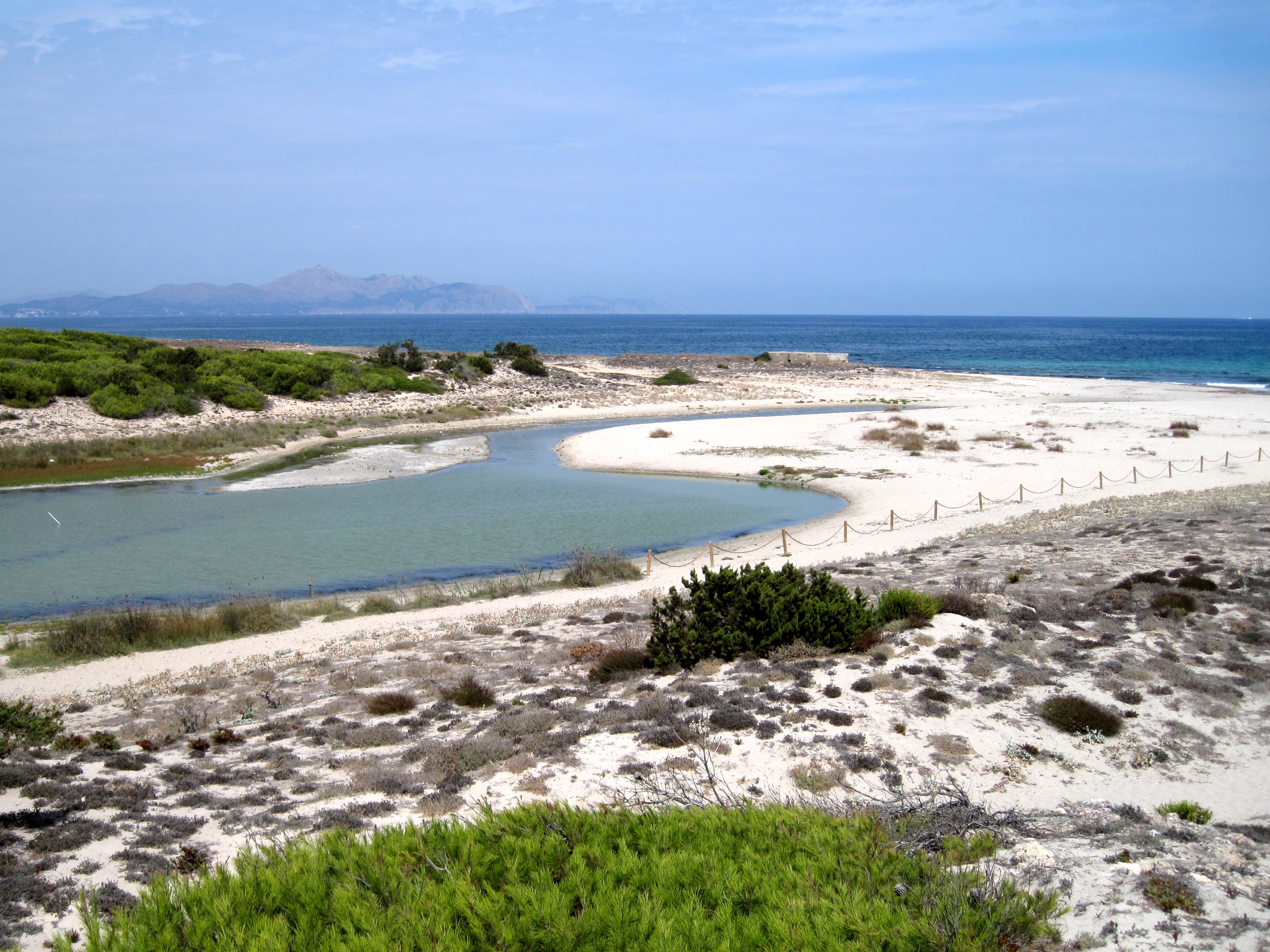
Platja de Son Real
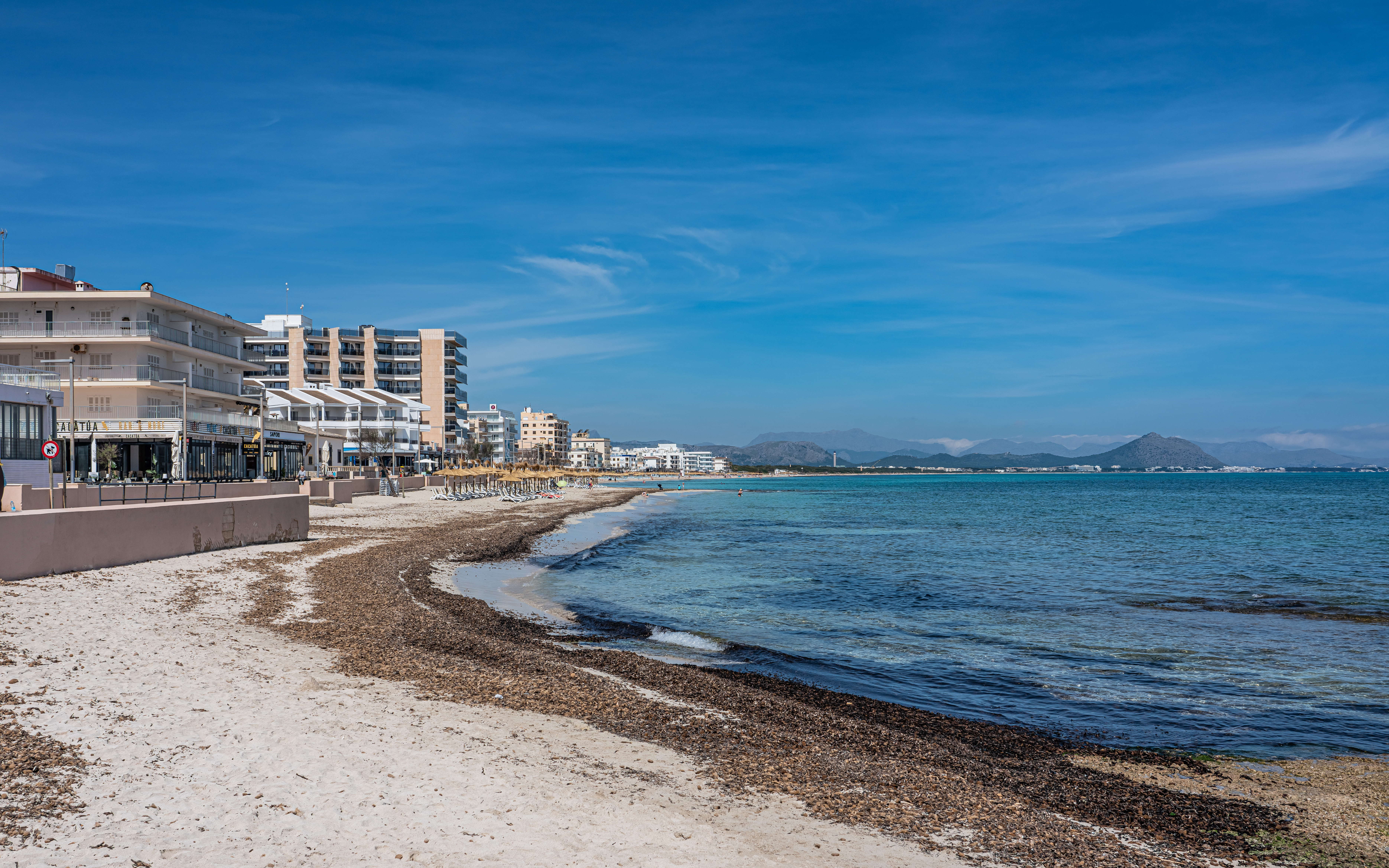
Can Picafort
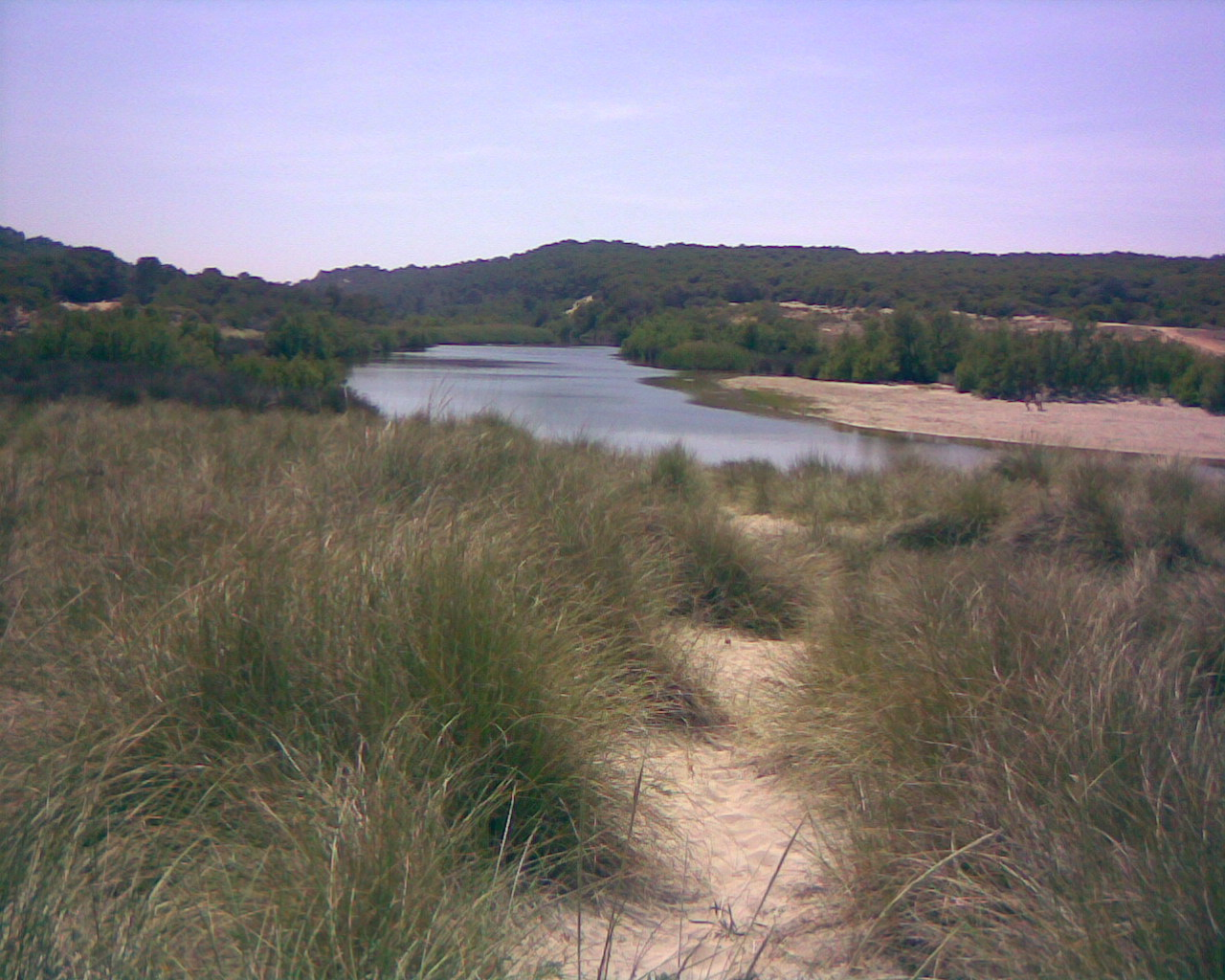
Torrent de na Borges
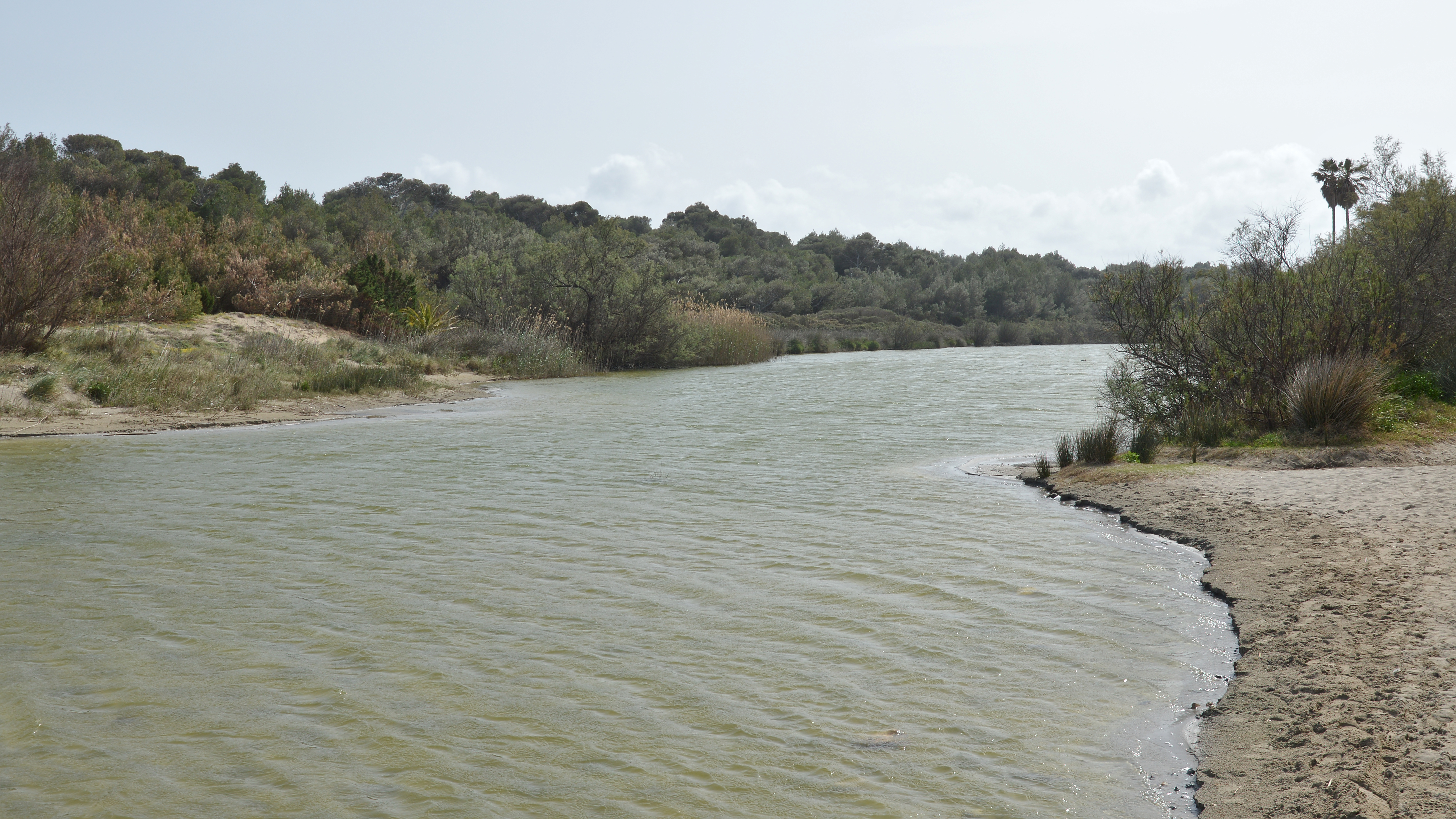
Torrent de Son Bauló

## Història
L'àrea ha estat habitada des de temps prehistòrics, tal com ho confirmen nombrosos jaciments arqueològics. Entre aquests, destaca la necròpolis de Son Real, que data del segle vii aC fins al segle i aC, amb tombes de diferents formes: circulars, de ferradura i quadrades. També es conserven coves funeràries del període pretalaiòtic, que reflecteixen una societat amb rituals funeraris elaborats.
Durant l'època musulmana, Santa Margalida formava part del districte de Muruh. Amb la conquesta cristiana al segle xiii, aquest districte es va dividir entre les parròquies de Sant Joan de Muro i Santa Margalida de Muro, corresponents als actuals municipis de Muro i Santa Margalida. El nucli principal de Santa Margalida es va desenvolupar al voltant de la parròquia que porta el mateix nom, fundada poc després de la conquesta, prop de l'antiga alqueria d'Hero, dins el terme original de Muro. L'edifici original de l'església va ser destruït per un incendi l'any 1320 i es va reconstruir posteriorment al mateix lloc.
El Llibre del Repartiment de Mallorca documenta que, després de la conquesta, gran part d’aquest territori es va assignar al comte Ponç IV d’Empúries. Al llarg dels segles, Santa Margalida va mantenir una tradició agrícola destacada, especialment en el conreu de cereals.
Un episodi notable de la seva història va ser la migració d'habitants cap a Tàrbena, a Alacant, durant el regnat dels Reis Catòlics. Aquesta emigració va sorgir com a resposta a la manca de mà d’obra causada per l’expulsió dels moriscos, i va donar lloc a una influència cultural mallorquina a la regió, notable en l'ús de l’article salat i altres tradicions.
A nivell cultural, sobresurten les Festes de la Beata, en honor a Santa Catalina Tomàs, celebrades des del segle xviii i considerades d'interès cultural.
Avui dia, el turisme, especialment concentrat a Can Picafort, s'ha convertit en el principal motor econòmic. Aquesta localitat, que va començar com un assentament de pescadors, és ara una destinació turística reconeguda, tot mantenint els vincles amb el patrimoni històric i cultural del municipi.
Fins a 1836, els territoris que conformaven Santa Margalida també abastaven l'actual terme municipal de Maria de la Salut, fins que es va produir la seva separació administrativa.

## Persones il·lustres
- Joan Ordinas i Tous, cantant d'òpera de la corda de baix (1839-1899)
- Pere Estelrich i Fuster, agrònom (1845-1912)
- Joan March i Ordinas, polític, financer, i fundador de la Banca March (1880-1962)
- Joan Mascaró i Fornés, filòleg orientalista (1897-1987)
- Felicià Fuster Jaume, enginyer i empresari (1924-2012)
- Rafael Bordoy Pomar, escriptor i poeta (1936-)
- Guillem Àngel Crespí i Alemany, pintor i escultor (1963-)
- Antoni Tauler Llull, ciclista (1974)
- Mateu Matas Ordinas, "Xurí", glosador (1982-)

## Curiositats
Els habitants de Santa Margalida són coneguts com a margalidans o vileros, en aquest darrer cas pel costum de referir-se al seu poble com a la Vila.